# Paul Nixon
Paul Nixon (* 23. April 1914 in New York; † 18. Januar 2008 in Lakewood) war ein US-amerikanischer Radrennfahrer.

## Sportliche Laufbahn
Nixon war im Straßenradsport aktiv. Er war Teilnehmer der Olympischen Sommerspiele 1936 in Berlin. Das olympischen Straßenrennen beendete er nicht. Die Mannschaft der USA kam mit Albert Byrd, Charles Morton, John Sinibaldi und Paul Nixon nicht in die Mannschaftswertung, da kein Fahrer der Mannschaft das Ziel erreichte. Er startete für den Verein „North Hudson Wheelmen“.